# Peter Stjernström

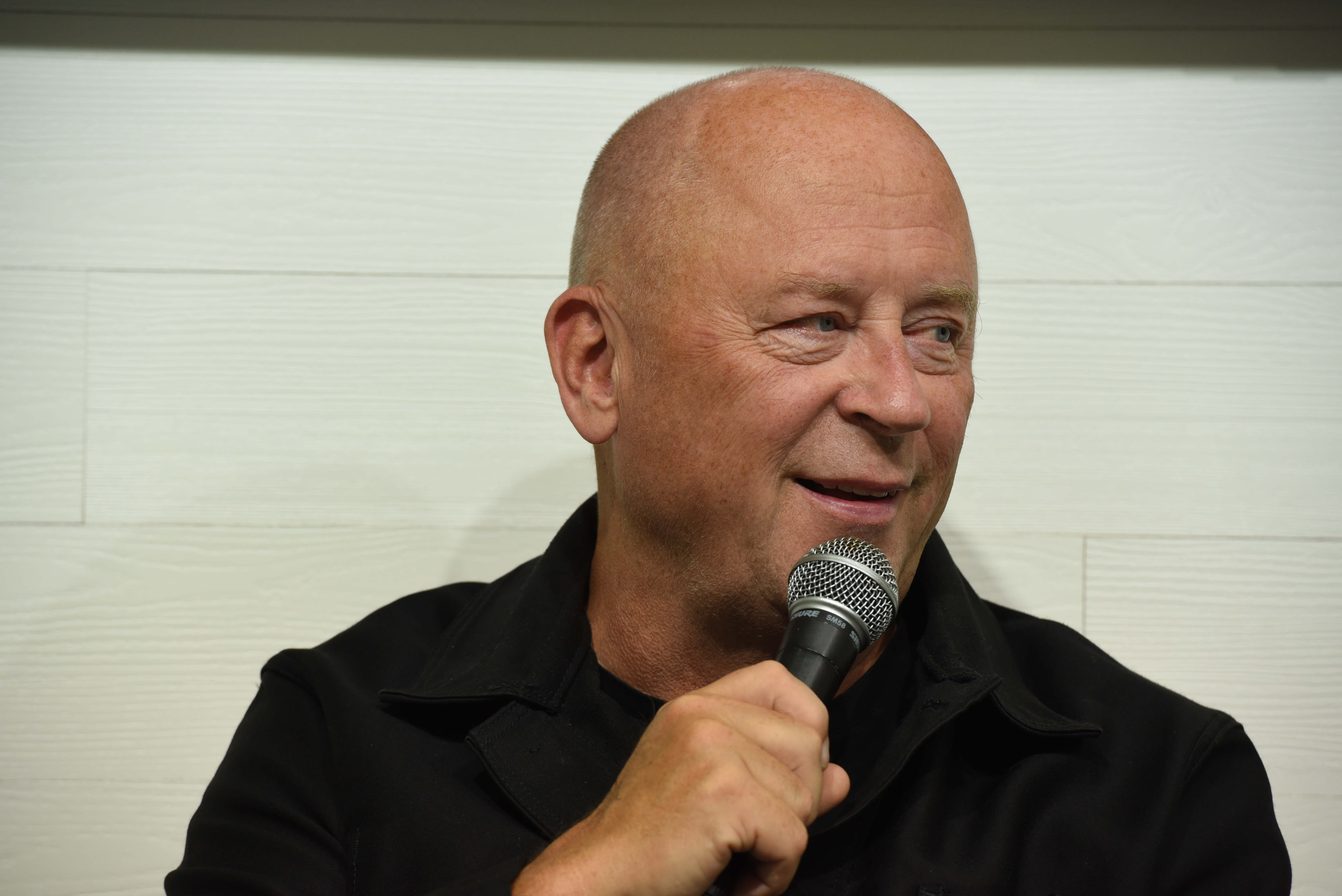
Peter Stjernström på Bokmässan i Göteborg 2022.

Peter Stjernström, född 6 april 1960 i Stockholm, är en svensk författare, copywriter och företagare. Peter Stjernström är en av grundarna till författaragenturen Grand Agency. Hans böcker är utgivna på ett tiotal språk, bland annat i Storbritannien, Frankrike och Tyskland. Spänningsromanen Fjärilspojken nominerades till Stora Ljudbokspriset 2015 i kategorin Bästa skönlitteratur.